# Ana Alba Garcia
Ana Alba Garcia (Barcelona, 16 d'octubre de 1971 - 6 de maig de 2020) fou una periodista catalana resident a Jerusalem des d'on cobrí la zona del Llevant com a corresponsal d'El Periodico.
Es llicencià en Ciències de la Informació per la Universitat Autònoma de Barcelona (UAB) l'any 1995. Dos anys més tard, el 1997, es traslladà a Sarajevo (Bòsnia i Hercegovina) per a cobrir per al diari Avui les conseqüències de la guerra de Bòsnia i, posteriorment, la guerra de Kosovo. El 2000 l'Avui la va incorporar a la plantilla i el 2008 la va nomenar subdirecotra de la secció internacional, un càrrec que va exercir durant dos anys.
Des del juny del 2011 fins a la seva mort, cobrí per El Periódico des de Jerusalem la zona de Llevant, les dues guerres de Gaza, entre d'altres. Un dels últims treballs, juntament amb Beatriz Lecumberri, va ser el documental Condenadas en Gaza, centrat en la duresa de les condicions de vida de les dones malaltes de càncer en aquest territori. El març de 2020, va ser reconeguda amb el premi Julio Anguita Parrado i al maig de 2019 va ésser finalista del premi Cirilo Rodríguez.
Va morir el 6 de maig de 2020 a causa d'un càncer a l'edat de 48 anys.